# Tempo latino
 (juin 2023).
Si vous disposez d'ouvrages ou d'articles de référence ou si vous connaissez des sites web de qualité traitant du thème abordé ici, merci de compléter l'article en donnant les références utiles à sa vérifiabilité et en les liant à la section « Notes et références ».
Tempo latino est une association créée en septembre 1993 à Vic-Fezensac (département du Gers). Elle organise un festival qui met en scène la musique afro-cubaine et la musique latine.

## Présentation
Le festival organisé par l'association est l'un des plus grands festivals de musique latine, avec le festival Latino Americando à Milan, pouvant compter jusqu'à 65 000 visiteurs, comme en 2006. Les dernières éditions comprenaient plus de 600 bénévoles pour l'organisation, avec un temps de préparation d'environ un an.
Le Tempo Latino célèbre la salsa et la musique cubaine, notamment le son cubain, la rumba, le guaguancó, le boléro, le mambo, le cha-cha-cha, la plena et la bomba de Porto Rico et de New York, ainsi que la cumbia colombienne, le merengue dominicain, le Latin jazz, entre autres. Son emblème est un petit escarpin rouge.
L'idée de créer le festival Tempo Latino trouve son origine chez Eric Duffau, qui exerçait en tant que DJ occasionnel dans une bodega ouverte pendant la feria de la Pentecôte, connue sous le nom de Pentecôtavic. Durant cette période, il a remarqué le grand succès de la musique latine pour la fête et la danse, ce qui l'a inspiré à envisager l'organisation d'un festival consacré à cette musique. Il a alors contacté Julien Delli Fiori, un animateur de France Inter, qui l'a encouragé dans cette entreprise. Le festival Tempo Latino naît en septembre 1993.
L'association qui supervise le festival est dirigée par Eric Duffau en tant que président, avec Jean Barthe au poste de secrétaire et Patrick Brazzalotto en tant que trésorier, tous trois étant des membres fondateurs de l'association. Le bureau de l'association, composé de neuf membres, assure la gestion quotidienne de celle-ci.
Le programme du festival comprend divers éléments, notamment :
- Concerts : Des concerts payants sont organisés en soirée (2 concerts par soir) aux arènes. Ces arènes, qui ont été construites en 1931, à l'origine pour accueillir des corridas, des jeux taurins et des courses landaises, offrent actuellement environ 7 000 places assises. Parallèlement, le festival propose également des performances gratuites en plein air dans le cadre du festival off, qui se déroulent sur plusieurs scènes situées autour des arènes. Ces scènes comprennent le "Barrio Latino" avec ses différents espaces tels que "La Conga", le "Tempo Barrio" et le "Cap Tempo". Les performances mettent en avant des groupes parfois renommés (comme Che Sudaka en 2008, Donaldo Flores en 2007, Ocho y media en 2005, etc.).
- Stands : La rue principale de la ville est animée par des stands proposant une variété de produits. On y trouve notamment de l'artisanat latino-américain, tels que des vêtements et des panamas, ainsi que des CD et des instruments de musique.
- Espace restauration : Un espace de restauration est aménagé autour des arènes. Il comprend des buvettes ainsi que des stands proposant du café issu du commerce équitable, entre autres.

## Programmations des différentes éditions

### Années 2020

#### 2025
- Jeudi 24 Juillet :Caricombo + Acideo Pantera + Simão
- Vendredi 25 juillet, "La Habana" : Eliades Ochoa + Issac Delgado Y su Orquesta & invités (Haila, ...)
- Samedi 26 juillet, Minha noite brasileira : Joao Selva + Flavia Coelho
- Dimanche 27 juillet, "Nueva York" : Yuri Buenaventura + Spanish Harlem Orchestra; après-midi à l'église : Rogê

#### 2024
- Jeudi 25 juillet : Sergent Garcia
- Vendredi 26 juillet : Raul Paz + Roberto Fonseca
- Samedi 27 juillet : Maite Hontelé’s Njjo Goes Mambo + Pacific Mambo Orchestra
- Dimanche 28 juillet : La Delio Valdez + La 33

#### 2023
- Jeudi 27 juillet | Tempo Latino Social Club : Ana Tijoux (Hip-Hop 90, jazz, funk avec du rap aux rythmes latinos et folkloriques)
- Vendredi 28 juillet : Orchestra Baobab | Grupo Compay Segundo
- Samedi 29 juillet : Lila Downs | Cimafunk
- Dimanche 30 juillet : Bernard Lavilliers "O'gringo" | La Excelencia

#### 2022
- Vendredi à 21h : Pacific Mambo Orchestra 23h | Los Van Van invité Alexander Abreu
- Samedi à 21h : London Afrobeat Collective 23h | Alain Pérez Y La Orquesta
- Dimanche à 21h : Interactivo 23h | Con Tumbao All Stars avec Issac Delgado, Alain Perez, Oscar Hernandez, Robby Ameen, Pedrito Martinez, Tony Succar, Conrad Herwig, Bob Frances Chini, Mike Rodriguez, Juan Mungia

#### 2021
Annulé à cause de la Covid-19, la programmation prévue était la suivante :
- Vendredi 30 juillet à 21h : Pacific Mambo Orchestra 23h | Los Van Van
- Samedi 31 juillet à 21h : London Afrobeat Collective 23h | Interactivo
- Dimanche 1er août à 21h : Alain Pérez Y La Orquesta 23h | Issac Delgado

#### 2020
Annulé à cause de la Covid-19.

### Années 2010

#### 2019
- Vendredi 26 juillet : "Bigre!" + Kassav'
- Samedi 27 juillet : Orquesta Akokán + Antibalas
- Dimanche 28 juillet : Cimafunk + Alexander Abreu y Havana D'Primera

#### 2018
- Jeudi 26 juillet : Gangbé Brass Band + Angélique Kidjo, Tribute to salsa
- Vendredi 27 juillet : The Souljazz Orchestra  + Havana Meets Kingston
- Samedi 28 juillet : Müller & Makaroff (Gotan Project) présentent Plaza Francia Orchestra + Amparanoia & Invités avec Sergio Mendoza
- Dimanche 29 juillet : Joe Bataan meets Setenta + New York Salsa All Stars avec Mercadonegro, Jimmy Bosch, José Alberto "El Canario", Nora de Orquesta de la Luz

#### 2017
- Jeudi 27 juillet : Puerto Candelaria et La 33 (Dans le cadre de l'année de Colombie en France).
- Vendredi 28 juillet : Richard Bona & Mandekan Cubano et Calypso Rose
- Samedi 29 juillet : "L'hommage Latino à Michael Jackson" : Unity by Tony Succar
- Dimanche 30 juillet : Orkesta Mendoza et Diego el Cigala

#### 2016
- Jeudi 28 : Vaudou Game - Grupo Fantasma
- Vendredi 29 : PALO! - Alexander Abreu y Havana D'Primera
- Samedi 30 : African Salsa Orchestra - Michel Pinheiro - Spanish Harlem Orchestra
- Dimanche 31 : Bixiga 70 - La Mambanegra

#### 2015
- Jeudi 23 juillet : Ernesto "Tito" Puentes (parrain du festival) ; Mecanica Loca
- Vendredi 24 juillet : Raul Paz ; La Sonora Libre ; En off : Ocho y media, Septeto Nabori
- Samedi 25 juillet : Orlando Poleo; Manu Dibango ; En off : Ocho y media, Septeto Nabori
- Dimanche 26 juillet : Orquesta SCC (anciennement "La Excelencia") ; Cuban Beats All Stars ; En off : Kimbala, Septeto Nabori, Fabian y su Salsa

#### 2014
- Jeudi 24 juillet: Oscar D'León, Salsafón
- Vendredi 25 juillet : Tipica 73, Orquesta Broadway
- Samedi 26 juillet : Kassav, Herencia de Timbiqui
- Dimanche 27 juillet : Africando, Conga Libre

#### 2013

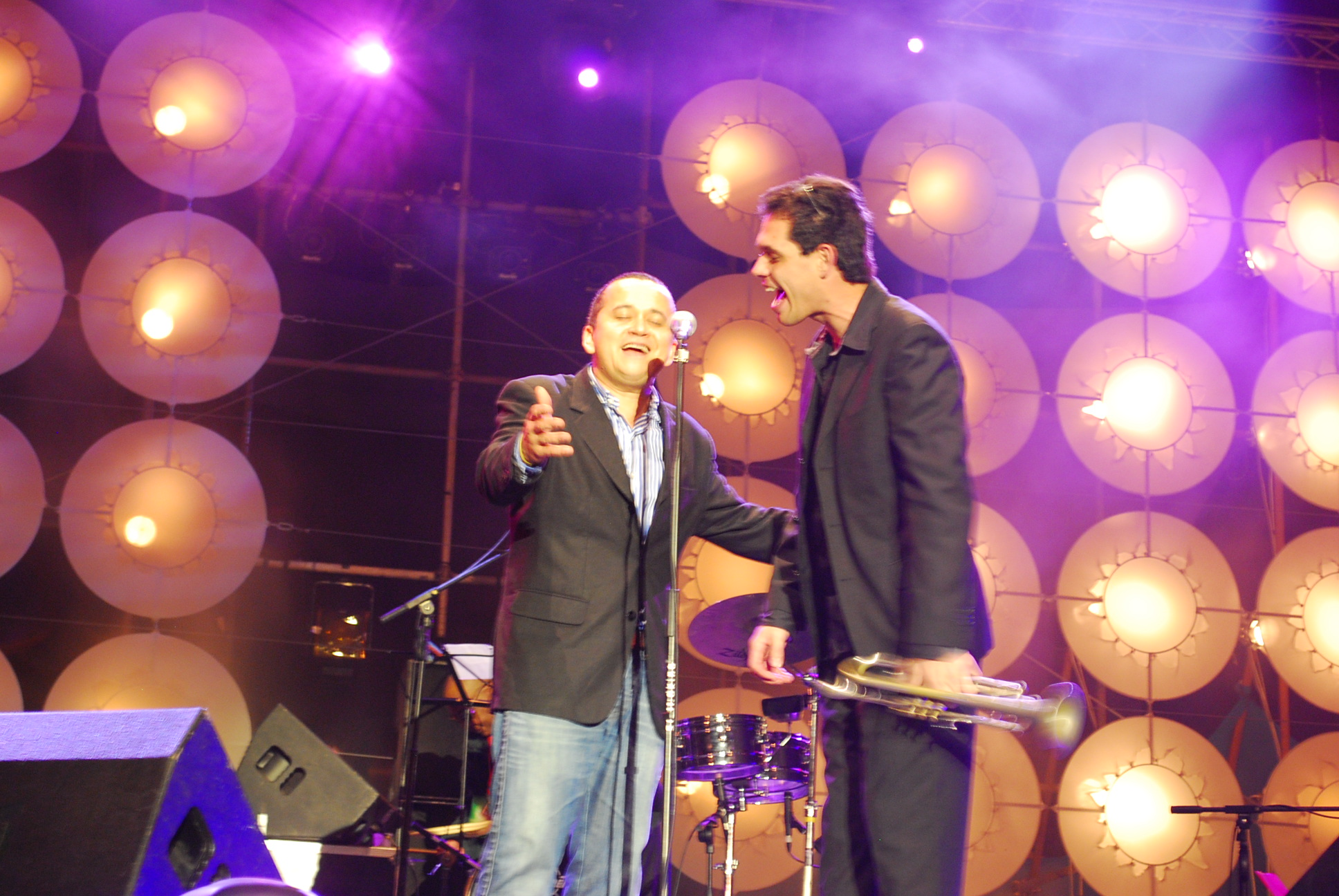
Yuri Buenaventura (parrain 2013).

- Jeudi 25 juillet : Yuri Buenaventura (parrain 2013).Yuri Buenaventura ( Colombie/ France) ; Gitanos y Morenos : All-Stars de la rumba catalane
- Vendredi 26 juillet : Orlando "Maraca" Valle ( Cuba) ; Invités : Nojazz, Mangu & Giovanni Hidalgo ; Zulu 9.30 (gratuit à La Conga)
- Samedi 27 juillet : Ricardo Lemvo, Bio Ritmo (Oscar D'Léon : annulé)
- Dimanche 28 juillet : La 33, programmés en 2013.La 33 ( Colombie) ; Ondatrópica

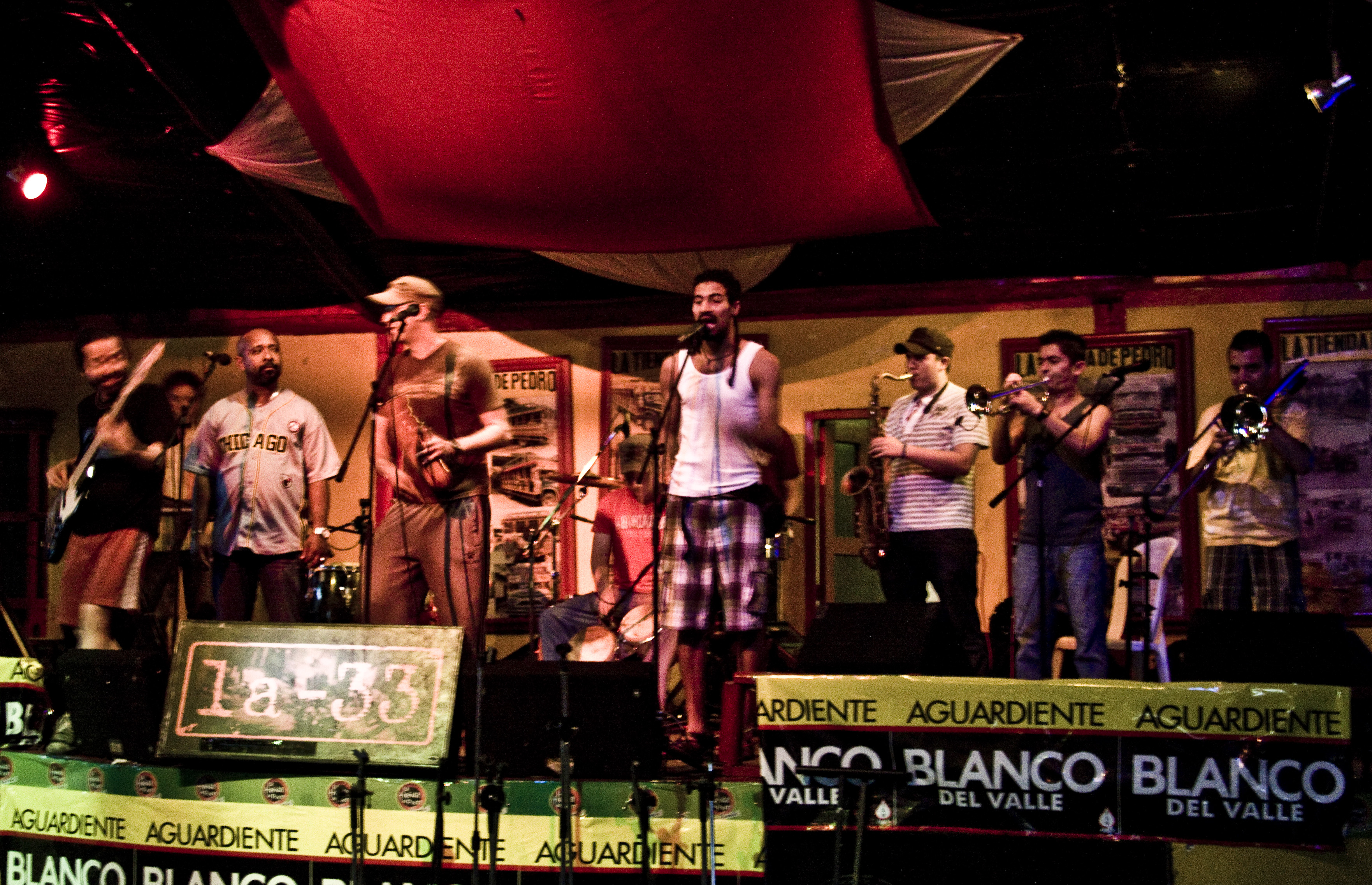
La 33, programmés en 2013.

Le documentariste Yves Billon retracera l’histoire de la musique afro-cubaine.

#### 2012
- Jeudi 26 juillet : Pupy y los que son son (Cuba) et Sergent Garcia (France)
- Vendredi 27 juillet : La Excelencia (New York) et Bio Ritmo (États-Unis)
- Samedi 28 juillet : Staff Benda Bilili (Congo, rumba congolaise) ; Toto La Monposina (Colombie) : la Reine de la Cumbia
- Dimanche 29 juillet : Calle 13 (hip-hop portoricain), Chico Trujillo (Chili)

#### 2011
- Jeudi 28 juillet : Bomba Estéreo et Grupo Fantasma
- Vendredi 29 juillet : Yuri Buenaventura et Quantic y su combo barbaro
- Samedi 30 juillet : Willie Rosario et Plena Libre. Zulu 9.30 à la Conga
- Dimanche 31 juillet : Rubén Blades et Zulu 9.30. Sabor y Son à la Conga

#### 2010
- Jeudi 22 juillet : Ojos de Brujo ( Espagne) et Sebastián Avispa ( Espagne)
- Vendredi 23 juillet : Salsa Celtica ( Écosse) et Calambuco ( Colombie)
- Samedi 24 juillet : Choco Orta ( Porto Rico) et Grupo Fantasma ( États-Unis)
- Dimanche 25 juillet : Jimmy Bosch e Amigos (Herman Olivera...) ( États-Unis) et La Sucursal SA ( Espagne)

### Années 2000

#### 2009
- Jeudi 23 juillet : Kumar ( Cuba) et Alexander Abreu & Havana D'Primera ( Cuba)
- Vendredi 24 juillet : Snowboy and the Latin Section ( Angleterre) et Cubanismo ( États-Unis), avec la participation de Tirso Duarte ( Cuba)
- Samedi 25 juillet : Mazacote, Maria Ochoa Y la Sonora Cubana ( Cuba) et Ricardo Lemvo  République démocratique du Congo)
- Dimanche 26 juillet : Calle Real ( Suède) et La 33 ( Colombie)

#### 2008
- Jeudi 24 juillet : / Ska Cubano et / Roy Paci & Aretuska
- Vendredi 25 juillet : Yerba Buena ; invité surprise : Alfredo de La Fé et  Latin Giants of Jazz : anciens membres de l'orchestre de Tito Puente notamment Oscar Hernández et Ray de la Paz (chanteur de Ray Barretto et de Louie Ramirez) qui interprètent le répertoire des grands du Palladium : Tito Puente, Machito et Tito Rodriguez
- Samedi 26 juillet : / Los Patriarcas de la Rumba : groupe formé de divers chanteurs dont le légendaire Peret et  La 33
- Dimanche 27 juillet : Dave Valentin's Tropics Heat ; Invitée surprise : la nièce de Cachao (pianiste) pour un hommage à son oncle et  Larry Harlow and Latin Legends of Fania (Adalberto Santiago au chant, Nicky Marrero aux timbales, … Pour des raisons de santé, le joueur de cuatro Yomo Toro n'a hélas pas participé…)

#### 2007

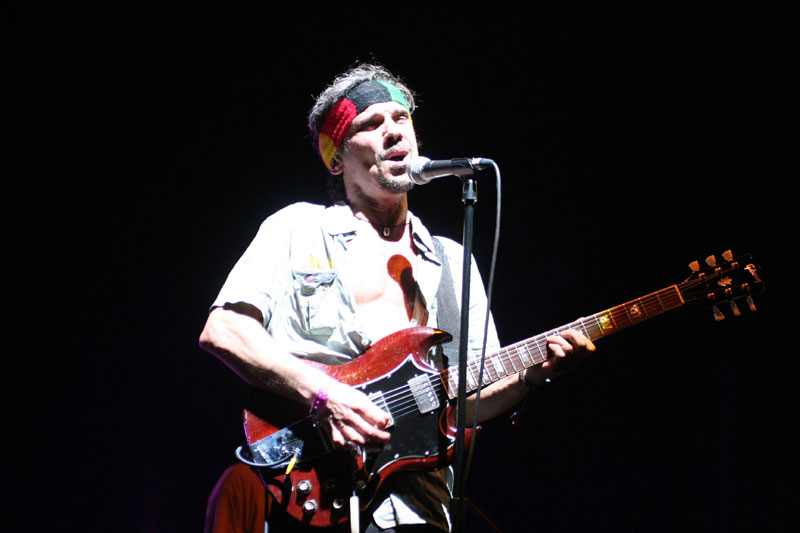
Manu Chao en 2007 à Coachella.

- Jeudi 26 juillet :  Kékélé (République démocratique du Congo) et  Juan Formell y Los Van Van (Yerba Buena : annulé)
- Vendredi 27 juillet :  Maraca : invités Cándido Fabré et "Tiburon", chanteurs des orchestres « Original de Manzanillo » et « Son 14 » respectivement… et  Israël Lopez Cachao (Cuba/Miami)
- Samedi 28 juillet :  Son Reinas (Japon) et  Yomo Toro (Porto Rico)
- Dimanche 29 juillet :  Africando (Sénégal, …) et  Willie Colon (New York)
- Lundi 30 juillet :  Manu Chao et Radio Bemba Sound System

#### 2006

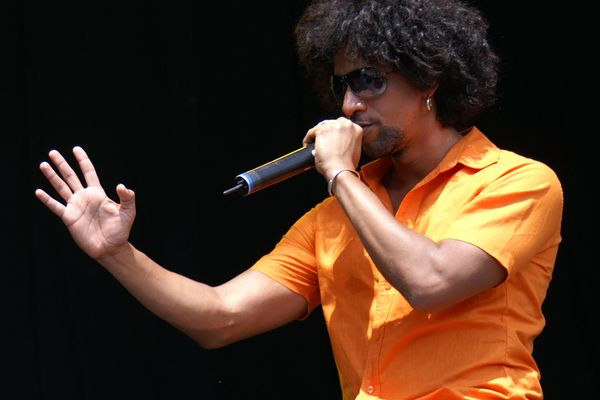
Free Hole Negro.

- Jeudi 27 juillet : 21 h 00  Free Hole Negro (Cuba) et  Sergent Garcia (France - Cuba)
- Vendredi 28 juillet : 21 h 30 Spécial Porto Rico  Son Boricua avec Jose Mangual Jr & Jimmy Sabater  et  Cheo Feliciano y Mercadonegro +
- Samedi 29 juillet : 21 h 30 Spécial Porto Rico ;  Zon del Barrio Plena Libre (annulé)  +  Bobby Valentin y su Orquesta
- Dimanche 30 juillet : 21 h 30  La Charanga Contradanza (Toulouse)  et  Oscar D'Leon (Venezuela)

#### 2005
- Banda Municipal de Santiago de Cuba
- Raul Paz
- Grupo Caribe,
- Big 3 Palladium Orchestra : Tito Puente JR (fils de Tito Puente), Machito JR (fils de Machito) et Tito Rodriguez JR (fils de Tito Rodriguez)
- Mangu
- Johnny Pacheco avec Ismaël Miranda et Hector Casanova,
- Son Reinas (Japon)
- Orquesta de la Luz (Japon)

#### 2004[1]
- Olga Guillot "la Reina del Bolero"
- Israël Lopez "Cachao" "El Maestro del Mambo"
- Fruko
- Yuri Buenaventura
- Manny Oquendo (annulé)* Los Soneros del Barrio
- Spanish Harlem Orchestra
- Yerba Buena
- Amparanoïa

#### 2003
- Macaco
- Orishas
- Maraca et Afro Cuban Jazz Master, Featuring: Tata Guïnes - Giovanni Hidalgo et Changuito
- Cubanismo
- Plena Libre
- Richie Ray et Samuel Prieto
- Jimmy Bosch
- Oscar D'Léon
- Grupo Caribe

#### 2002
- Omara Portuondo
- Orlando Lopez "Cachaito" Invité: Anga Diaz
- Maraca
- José Alberto "El Canario"
- Manolito y su Trabuco
- Africando

#### 2001
- El Conjunto Chapottin y su Estrellas
- Le New York Salsa All Stars avec pour invités : Alfredo de La Fé, Jimmy Bosch, Giovanni Hidalgo, Dave Valentin et José Alberto "El Canario".
- Grupo Caribe
- El Gran Combo de Puerto Rico
- William Cepeda
- Compagnie Lubat

#### 2000
- William Cepeda
- La Sonora Ponceña
- Yuri Buenaventura
- Jimmy Bosch
- Orishas
- Sergent Garcia

### Années 1990

#### 1999
- Eddie Palmieri Orchestra, Invité : Alfredo de la Fé
- Israel Lopez "Cachao"
- Raul Paz
- Maraca y Otra Vision
- Jimmy Bosch
- Willie Colon
- Camilo Azuquita
- Amparanoïa
- La Banda Municipal de Santiago

#### 1998
- La Orquesta Aragón
- Manny Oquendo & Libre
- Ernesto "Tito" Puentes
- Afro Cuban All Stars
- Oscar D'Leon
- Celia Cruz
- Cyrius y su Septeto Turquino

#### 1997
- Yuri Buenaventura
- Adalberto Alvarez
- Alfredo Rodriguez y Cuba Linda
- Los Van Van
- Orlando Poleo
- Oscar D'Leon
- La Familia Valera Miranda

#### 1996
- Yanza
- Jóvenes Clásicos del Son
- Oscar D'Leon
- NG La Banda
- Compay Segundo
- Orlando Poleo
- La Familia Valera Miranda
- Hidegar Maracay Salsa
- Barbara Luna

#### 1995
- Latin Groove
- Azuquita
- NG La Banda
- Papo Lucca y la Sonora Ponceña

#### 1994
- Fatal Mambo
- Mambomania (avec au chant un certain Yuri Bedoya, plus connu plus tard comme Yuri Buenaventura)
- Vocal Sampling
- *  Los Van Van (annulé) Alfredo Rodriguez